# Liste von Porzellan- und Keramikmuseen
Porzellan- und Keramikmuseen pflegen und präsentieren Sammlungen von Geschirr, Skulpturen und anderen Gegenständen aus Porzellan bzw. anderen Keramikarten.
Bekannte Porzellan- und Keramikmuseen gibt es unter anderem in:

## Deutschland
Baden-Württemberg
- Keramikmuseum Staufen im Breisgau
- Heimat- und Keramikmuseum Kandern

Bayern
- Fränkisches Museum Feuchtwangen, Feuchtwangen
- Porzellanikon, Staatliches Museum für Porzellan, Selb und Hohenberg an der Eger
- Goebel Porzellanmuseum in Rödental
- Internationales Keramik-Museum Weiden in Weiden in der Oberpfalz
- Meißner Porzellan-Sammlung im Schloss Lustheim der Schlossanlage Schleißheim in Oberschleißheim
- Porzellanmuseum München im Schloss Nymphenburg, München

Berlin
- Keramik-Museum Berlin
- Sammlung Georg Weishaupt

Brandenburg
- Keramikmuseum Rheinsberg in Rheinsberg

Hessen
- Großherzoglich-Hessische Porzellansammlung in Darmstadt
- Porzellanmuseum im Kronberger Haus, einer Außenstelle des Historischen Museums Frankfurt in Frankfurt-Höchst (Fayencen und Porzellane aus der Höchster Porzellanmanufaktur)
- Wächtersbacher Keramik Schauproduktion in Brachttal, Ausstellungsstücke der Manufaktur befinden sich in den Museen in Spielberg und Streitberg.

Niedersachsen
- Porzellanmuseum Fürstenberg im Schloss Fürstenberg in Fürstenberg an der Weser
- Töpfermuseum Duingen

Nordrhein-Westfalen
- Deutsches Keramikmuseum in Düsseldorf
- Porzellanmuseum Münster in Münster
- Keramion in Frechen
- Töpfereimuseum in Langerwehe

Rheinland-Pfalz
- Keramikmuseum Westerwald in Höhr-Grenzhausen

Saarland
- Keramikmuseum Mettlach in Mettlach

Sachsen
- Porzellan-Museum der Staatlichen Porzellan-Manufaktur Meißen in Meißen
- Porzellansammlung der Staatlichen Kunstsammlungen Dresden im Dresdner Zwinger

Thüringen
- Porzellanwelten Leuchtenburg in der Leuchtenburg in Seitenroda
- Museum Neues Schloss Rauenstein
- Keramik-Museum Bürgel

## Österreich
- Schauräume der Gmundner Keramik in Gmunden, Oberösterreich
- Keramikmuseum Scheibbs in Scheibbs, Niederösterreich
- Klo & So, Museum für historische Sanitärobjekte in Gmunden, Oberösterreich
- Österreichisches Museum für angewandte Kunst in Wien (Sammlung der Wiener Porzellanmanufaktur)

## Restliches Europa

### Dänemark
- CLAY Keramikmuseum Danmark in Middelfart

### Frankreich
- Musée d’Art et d’Industrie Paul Charnoz in Paray-le-Monial
- Musée national Adrien Dubouché in Limoges
- Musée national de Céramique – Sèvres in Sèvres

### Italien
- Museo Internazionale delle Ceramiche, Faenza

### Lettland
- Rīgas Porcelāna muzejs, Riga

### Polen
- Muzeum Porzelany in Wałbrzych
- Żywe Muzeum Porcelany in Ćmielów

### Portugal
- Vista Alegre-Museum in Ílhavo

### Schweden
- Porzellanmuseum von Gustavsberg, eine Außenstelle des Schwedischen Nationalmuseums (Objekte der Porzellanfabrik Gustavsberg)
- Porzellanmuseum von Rörstrand in Lidköping

### Tschechien
- Porzellanmuseum Klášterec nad Ohří in Klášterec nad Ohří (deutsch Klösterle an der Eger)
- Porzellansammlung in der Burg Loket in Loket (deutsch Elbogen)

### Ungarn
- Hollóháza Porzellanmuseum in Hollóháza
- Museum zur Geschichte der Zsolnay Porzellanmanufaktur in Pécs
- Herend Porzelánium in Herend

### Vereinigtes Königreich
- Worcester Porcelain Museum in Worcester
- Gladstone Pottery Museum in Longton, Stoke-on-Trent
- The Potteries Museum & Art Gallery in Stoke-on-Trent (weltgrößte Ausstellung von Staffordshire Ware)